# (9781) Jubjubbird
(9781) Jubjubbird est un astéroïde de la ceinture principale.

## Description
(9781) Jubjubbird est un astéroïde de la ceinture principale. Il fut découvert par Yoshisada Shimizu et Takeshi Urata le 31 octobre 1994 à l'observatoire de Nachikatsuura. Il présente une orbite caractérisée par un demi-grand axe de 2,463 UA, une excentricité de 0,172 et une inclinaison de 8,54° par rapport à l'écliptique.
Il fut nommé d'après le personnage de l'oiseau Jubjub dans le poème Jaseroque (Jabberwocky en anglais) de Lewis Carroll.

## Compléments